# Hervé Fischer
Hervé Fischer (París, 1941) es un escritor de nacionalidad francesa y canadiense.

## Biografía
Estudió en la École normale supérieure y en la Université du Québec à Montréal. Fue profesor en la Sorbonne-Paris V y en la École nationale supérieure des Arts décoratifs. Ha sido titular de la cátedra Daniel Langlois de tecnologías digitales y bellas artes de la Université Concordia, Montreal, Quebec, Canadá.
En Nous serons des dieux (2006), se rebela contra los integrismos religiosos actualmente en crecimiento y contra el hecho de que más del 80% de la población de los países desarrollados crean en alguna forma de dios: « Relevez la tête, foules en adoration, devant des dieux inexistants! Cessez de vous agenouiller devant vos propres peurs, de flagorner vos propres chimères, comme des courtisans d'illusions. C'est vous seuls que vous frappez en battant votre coulpe. » (¡Levantad la cabeza, locos adorantes, ante dioses inexistentes! ¡Dejad de arrodillaros ante vuestros propios miedos, de adular a vuestras quimeras como cortesanos de ilusiones! Sois vosotros mismos quienes os golpeáis luchando contra vuestra culpa.) También enfrenta a los dos polos de la civilización occidental: Atenas y Jerusalén. En el politeísmo griego, «l'homme debout» (el hombre de pie), se enfrenta a los dioses usando la experiencia, la razón y la filosofía, mientras que en el monoteísmo cristiano, «l'homme à genoux» (el hombre arrodillado) espera que se produzca la revelación. Se opone también a la distinción entre lo natural y lo artificial: la miel y el plástico son de la misma naturaleza, puesto que ambos son productos animales (Antoine Robitaille, Faut-il devenir des dieux ? — Une évidence, selon Hervé Fischer, Le Devoir, 8 de mayo de 2006, p. A1 y A8)

## Reconocimientos y honores
- Primer premio en música-video de la National Computer Graphics Association, E. U., 1988
- Premio Leonardo Makepeace Tsao para su compromiso en arte y ciencia, MIT Press, E. U. 1998
- Premio de la Sociedad de escritores canadienses, 2003
- Distinción de la cultura cubana, 2009.